# Mullus auratus
Mullus auratus (Jordan & Gilbert, 1882) è un pesce del genere Mullus. 

## Descrizione
Raggiunge i 25 centimetri di lunghezza. 

## Distribuzione e habitat
È diffuso nel Canada, nella Florida e nelle Bahamas.